# Glossolepis
Glossolepis – rodzaj ryb aterynokształtnych z rodziny tęczankowatych (Melanotaeniidae).

## Klasyfikacja
Gatunki zaliczane do tego rodzaju:

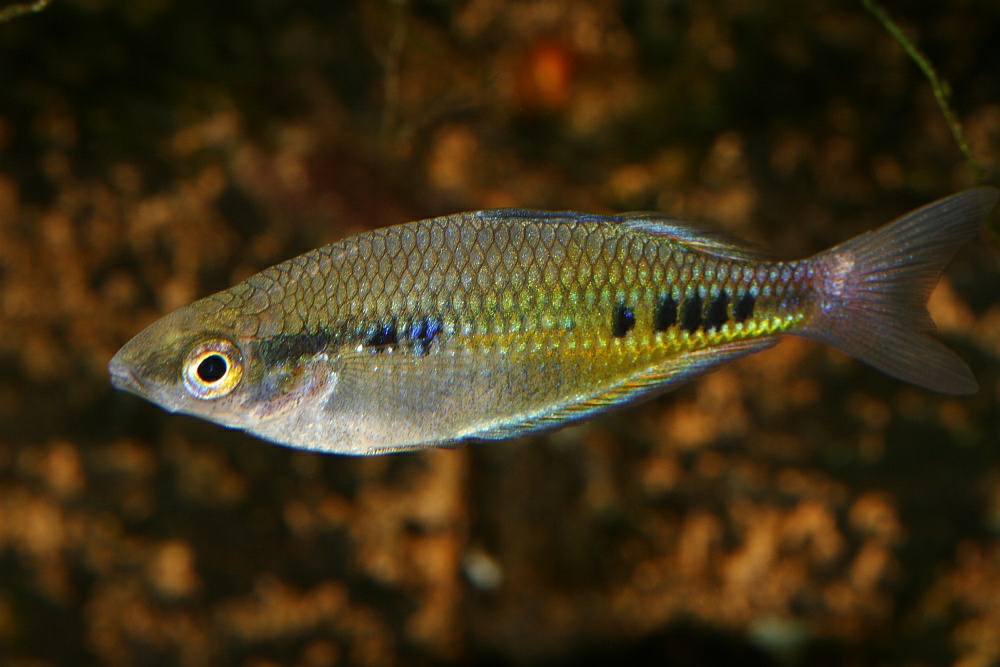
Glossolepis dorityi
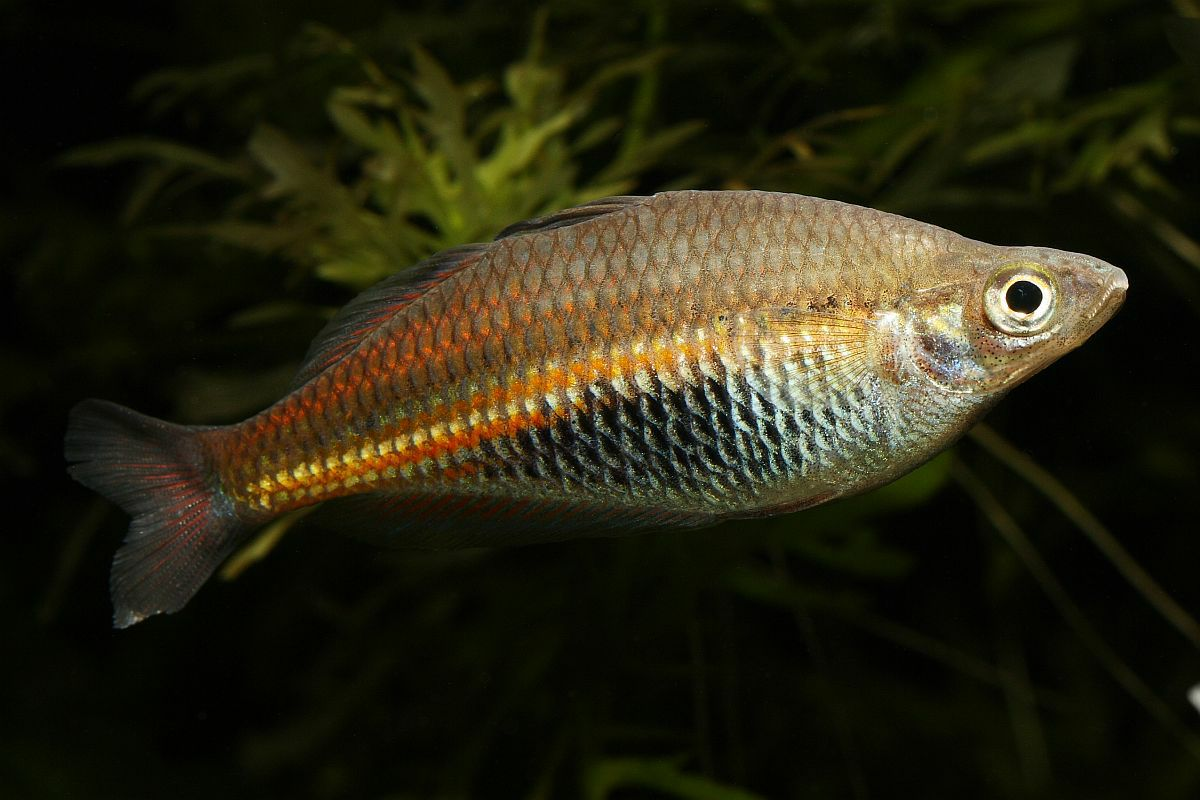
Glossolepis incisus – tęczanka czerwona
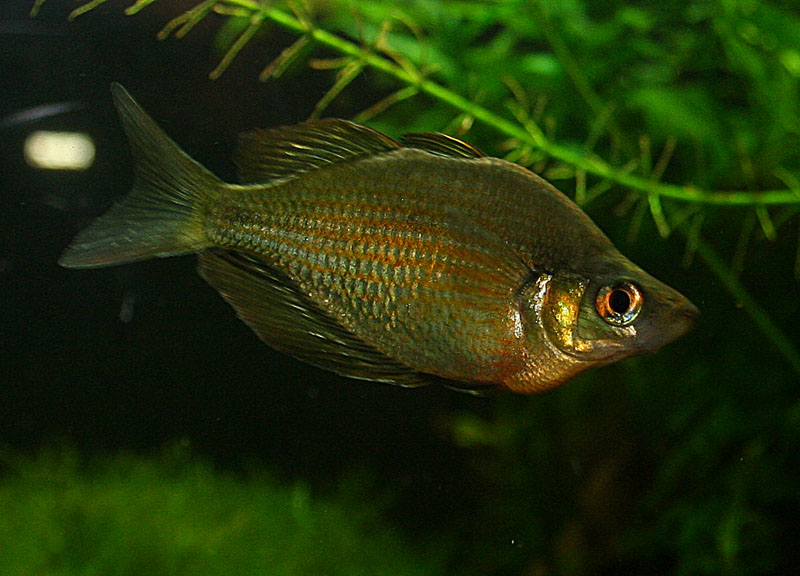
Glossolepis kabia
- Glossolepis leggetti
- Glossolepis maculosus
- Glossolepis multisquamata
- Glossolepis pseudoincisus
- Glossolepis ramuensis
- Glossolepis wanamensis

- Glossolepis maculosus
- Glossolepis ramuensis
- Glossolepis wanamensis